# エリアキャンパスもがみ
エリアキャンパスもがみ（Yamagata University Area Campus Mogami）は、最上地方全域をキャンパスに見立てて教育・研究・地域貢献を展開するプロジェクト。事務局は山形大学高等教育研究企画センター内の他、戸沢村にある戸沢分室と新庄市にあるもがみ事務局がある。

## 設立
平成16年の7月から9月にかけて、大学と県内自治体との連携策を構想する「山形大学活性化プロジェクト―地域へ飛び出してみよう―」が行われた。これを受け、最上広域圏に大学の機能を誘致し、地域住民と教員・学生が交流することによって地域の活性化を図る構想を、最上広域圏の教育長会が中心となって取りまとめ、プロジェクトの研修生を通して提案が行われてきた。この誘致運動の背景には、最上広域圏の高等教育機関を渇望する熱い思いがあった。
山形大学の理念である「自然と人間の共生」は最上広域圏の「環境と人との理想的な地域社会」を目指す「最上エコポリス構想」の基本理念と一致したので、お互いに協力して人材育成を進めることとなった。この構想は市町村の有する施設を利活用し、学生が自身の専門性と興味に基づいて教職員や地域住民と一緒になって主体的に活動し、地域の活性化と人材育成に寄与するものである。
こうして平成16年度には、最上広域圏8市町村の市町村長と当時学長との間で連携に関する協定書が結ばれ、「エリアキャンパスもがみ」が設立された。これを基盤として最上広域圏での本格的な教育・研究・社会貢献が着手された。
山形大学と地域の連携を、大学が地域にしっかりと根を下ろし、両者の強い結びつきと温かさを表す「大地連携」という呼び方で積極的に推進している。

## 沿革
- 2004年7月～9月　「山形大学活性化プロジェクト―地域へ飛び出してみよう―」開催
- 2005年3月22日　山形大学長と最上広域圏8市町村長の間で全国初の連携包括協定調印
- 2005年4月　山形大学エリアキャンパスもがみスタート
- 2005年5月21日　やってきました大学祭!を開催
- 2005年6月3日 1日野外講座を開催
- 2005年7月27日　平成18年度現代的教育ニーズ取組支援プログラム（現代GP）に選定
- 2005年12月20日　もがみ広域圏連携タウンミーティング　もがみの元気！創出プロジェクト開催
- 2006年4月　フィールドワーク－共生の森もがみ開講
- 2006年11月27日　みちのくGP交流シンポジウムを開催
- 2007年2月23日　日本計画行政学会第11回計画賞最優秀賞受賞
- 2007年10月13日　地域活性化シンポジウム開催

## 各種活動内容

### フィールドワーク－共生の森もがみ
「トトロの木」、「巨木の森」、「最上川」など自然豊な「エリアキャンパスもがみ」でのフィールドワークを通して、地域、文化、歴史、過疎化、少子高齢化等の現代日本が直面する諸問題を、みんなで考える授業で、最上広域圏内そのものを素材にした授業科目である。この地域を舞台に、「達人講師」の指導の下、8市町村選りすぐりのプログラムが展開される。
もがみを知ることは、山形を知り、日本を知り、ひいては世界を知ることに繋がっていきます。山形大学に入学して良かったと思える授業の一つになるでしょう。 この授業のサブタイトル「共生の森もがみ」は、「自然との共生」「文化との共生」「地域との共生」を集約している。
2006年度前期開講科目「フィールドワーク－共生の森もがみA」では12プログラム、後期開講科目「フィールドワーク－共生の森もがみB」では5プログラム、2007年度前期開講科目「フィールドワーク－共生の森もがみC」では14プログラム、後期開講科目「フィールドワーク－共生の森もがみD」では8プログラムが開講された。
この授業は山形大学の教養教育の授業であり、ゆうキャンパスの単位互換科目に指定されている。そのため毎年、他大学から数名の履修希望者を受け入れている。また、授業名が学期ごとに異なるため、活動内容が異なるプログラムを選択すれば何度も履修するくとが可能であり、2007年度現在で6単位（3科目）取得した学生がいる。

### 「やってきました大学祭！」～移動式オープンキャンパス～
エリアキャンパスをより最上地域の住民に知ってもらい、より一層身近な大学となるよう、地域の子供からお年寄りまでが参加できる「大学祭＝オープンキャンパス」を毎年、新庄市民プラザにて開催している。
やってきました大学祭での主な活動
- オープニングセレモニー　新庄駅西口から市民プラザまでの道を、学長とエリアキャンパス長を先頭に鼓笛隊などによるパレード
- サークル発表　山形大学内のサークルによるステージ発表、山形大学OB記念公演等
- 模擬授業、おもしろ科学実験教室　大学コンソーシアムやまがた主催の模擬授業や山形大学地域教育文化学部や理学部の教員による科学実験教室
- 進学相談コーナー　山形県内の大学、短期大学、専門学校の入試課等による進学相談コーナー、在学生による相談コーナー

### もがみ自然塾
大蔵村の小学生を対象に、普段の学校では教えてもらえないことを大学生や大学の先生達に現場で教えてもらうという「大蔵村自然塾」を、平成17年度からエリアキャンパスもがみが後援となり、最上地区の小学生を対象とした自然塾。

### 山形大学見学旅行
最上地区の小学生を対象に、山形大学を見学してもらうという大学見学。主な内容はインフォメーションセンターでの大学紹介、附属博物館見学、理学部または地域教育文化学部でのおもしろ化学実験などである。

### もがみ活性化関連事業
最上地区の活性化のため、大学生などを派遣する事業。前述の移動大学祭の際、最上町教育長がサークル発表を見て、花笠サークル「四面楚歌」を気に入り、「もがみまつりで踊って欲しい」とオファーを出したことから始まった。

### もがみ専門科目
学部の専門科目を最上地区で開講するもの。地域教育文化学部（旧：教育学部）の教育実習は従来、山形大学附属小学校等で行っていたが、その教育実習を新庄市の小学校等で行う「教育実践基礎実習」や理学部地球環境科学科の野外実習を新庄市等で行う「野外実習1」などがある。

### 最上広域圏連携タウンミーティング「もがみの元気！創出プロジェクト」
最上地域住民と山形大学で、地域の活性化について考え、具体的なプロジェクトを創出するためのタウンミーティング。最上広域圏住民、官公庁、企業関係者、大学関係者などが参加し、後述の「もがみ未来遺産」構想を生み出した。

### みちのくGP交流シンポジウム
東北地区の大学、短大で、特色GP、現代GP、教員養成GPに採択された取り組み担当者が一堂に会し、お互いの取り組み内容を学び、各大学での教育改善に役立てるというもの。

### 地域活性化シンポジウム
少子高齢化が進む最上地区の活性化を目的に、全国の地域活性化の専門家を招いたシンポジウム。地域の教育委員会関係者など合計90名の参加者があり、最上地区の活性化への第一歩となったと自負している。

### 里地里山活動プランナー養成講座
平成19年度「社会人の学び直しニーズ対応教育推進プログラム」採択のプログラム。エリアキャンパスもがみと角川里の自然環境学校の連携により、里地里山の自然環境と現状、里地里山利活用のための教育手法の理解の上に、フィールドワーク活動での実践能力を兼ね備え、独自に教育活動の企画能力を身につけることを到達目標とした講座。

### もがみ未来遺産
最上8市町村のうち6町村が「過疎地域自立促進特別措置法」に基づく過疎地域に指定されている状況で、このようなハンディキャップに対し果敢に立ち向かう住民の熱意と、自然や伝統文化を活かした草の根の「人材育成活動」が、数多く展開されている。このような人材育成活動を「未来遺産」に認定することで、地域の自然や伝統文化などを教育資源として活用し、学生自らが現代社会の課題を発見し、探求し、解決するためのフィールドとして利活用していく実践的な活動。未来遺産の内容は「フィールドワーク－共生の森もがみ」の内容を元にしている。

### エリアキャンパス　リレーエッセイ
最上地区8市町村の教育長によるリレーエッセイ。極めて不定期連載。エリアキャンパスもがみホームページにて連載中。

## エリアキャンパスもがみ発行物
- フィールドワークハンドブック
  - 新入生にはオリエンテーションの際に配布される。
- エリアキャンパス未来遺産創造プロジェクト
- もがみ未来遺産
- フィールドワーク－共生の森もがみ　授業記録
- キャンパス通信
  - 大学内各所及び学生サポートショップ、最上地区内各地で配布されている。またエリアキャンパスもがみのホームページでもダウンロード可能になっている。

## キャンパス長
エリアキャンパスもがみのキャンパス長は歴代、副学長が就いている。
- 初代　鬼武　一夫
- 2代目　柴田　洋雄
- 3代目　中島　勇喜